# Активна зона (фільм)
«Акти́вна зо́на» (рос. «Активная зона») — радянський художній фільм 1979 року.

## Сюжет
В основі сюжету боротьба нового секретаря парткому атомної електростанції проти практики досягнення високих показників за рахунок порушення норм експлуатації техніки і за поліпшення морального клімату в колективі…

## У ролях
- Олег Єфремов,
- Ігор Горбачов,
- Ростислав Плятт,
- Тетяна Лаврова,
- Алла Покровська,
- В'ячеслав Невинний,
- Іван Соловйов,
- Андрій М'ягков,
- Володимир Тюкін,
- Валерій Шальних,
- Вадим Вільський

## Знімальна група
- Режисер: Леонід Пчолкін
- Сценарист: Аркадій Ставицький
- Оператори: Борис Дунаєв, Олексій Темерін
- Композитор: Ісаак Шварц
- Художник: Віктор Монетов